# وليم بي. مكغيفرن
وليم بي. مكغيفرن (بالإنجليزية: William P. McGivern)‏ (6 ديسمبر 1922، شيكاغو في الولايات المتحدة - 18 نوفمبر 1982، بالم ديسيرت في الولايات المتحدة)؛ كاتب سيناريو وروائي أمريكي. درس في جامعة برمنغهام.

## روابط خارجية
- وليم بي. مكغيفرن على موقع IMDb (الإنجليزية)
- وليم بي. مكغيفرن على موقع أول موفي (الإنجليزية)
- وليم بي. مكغيفرن على موقع قاعدة بيانات الأفلام السويدية (السويدية)
- وليم بي. مكغيفرن على موقع قاعدة بيانات الفيلم (الإنجليزية)
- وليم بي. مكغيفرن على موقع كينوبويسك (الروسية)